# H'raoua
H'raoua (o Harraoua) è un comune dell'Algeria, situato nella provincia di Algeri.